# I Plano Nacional de Desenvolvimento
O I Plano Nacional de Desenvolvimento, também chamado I PND (1972 - 1974), foi um plano econômico brasileiro. Foi instituído durante a ditadura militar, iniciada em 1964, pelo governo do general Emílio Garrastazu Médici.

## Planos anteriores
Durante o período até 1939 são raras as atividades planejadas, com o Estado mantendo-se afastado das atividades econômicas internas. Em janeiro de 1939, houve a primeira tentativa de planejamento da Economia, com o Plano Especial de Obras Públicas e Aparelhamento da Defesa Nacional. Em dezembro de 1943 surgiu o Plano de Obras e Equipamentos. Finalmente, em maio de 1950 foi instituído o Plano SALTE. Outros planos que se seguiram foram:
- Plano de Metas (1956-1961)
- Plano Trienal de Desenvolvimento Econômico e Social (1963-1965)
- Programa de Ação Econômica do Governo (1964-1966)
- Programa Estratégico de Desenvolvimento (1967-1970)
- Plano de Integração Nacional

## O Plano
O I Plano Nacional de Desenvolvimento foi instituído pela Lei 5.727, promulgada em 4 de novembro de 1971. Na mesma época foi instituido o programa Metas e Bases para a Ação de Governo (1970-1974).
Idealizado pelos ministros João Paulo dos Reis Velloso e Mário Henrique Simonsen, tinha como meta um crescimento econômico de 8% a 9% ao ano, inflação anual abaixo de 20% e um aumento de US$ 100 milhões nas reservas cambiais.
O principal objetivo do PND era preparar a infra-estrutura necessária para o desenvolvimento do Brasil nas décadas seguintes, com ênfase em setores como transportes e telecomunicações, além de prever investimentos em ciência e tecnologia e a expansão das indústrias naval, siderúrgica e petroquímica. Para isso, articulava empresas estatais, bancos oficiais e outras instituições públicas na elaboração de políticas setoriais. Assim, segundo economistas como Roberto Campos, o período ficou marcado como o ponto alto da intervenção do Estado na economia brasileira.
Fizeram parte do plano grandes obras de infra-estrutura, como a usina hidrelétrica de Itaipu, a Ponte Rio-Niterói e a rodovia Transamazônica.
Nos primeiros anos, as metas propostas por Velloso e Simonsen foram atingidas, com crescimento médio de 11,2% ao ano (chegando a 13,9% em 1973), e inflação média abaixo de 19%. A crise do petróleo de 1974, porém, interrompeu o ciclo e forçou uma mudança de rumo na economia, levando o general Ernesto Geisel, sucessor de Médici, a lançar o II Plano Nacional de Desenvolvimento.